# Аврам Петрович Ратков
Аврам Петрович Ратков (рус. Ратьков Аврам Петрович је био руски генерал српског порекла који је учествовао у многим биткама, укључујући Бородинску битку где је командовао резервним војним снагама са чином генерал-мајора.

## Биографија
Био је потомак српског православног свештеника који се у време царице Катарине Велике населио у Русију у данашњем Донбасу са тада званих закарпатских територија Војне крајине Хабзбуршке монархије. У његовој биографији стоји да потиче од племића Белозјорска у Новгородској губернији и да је ступио у службу 1. јануара 1783. године у Ревелски гарнизонски пук.
Дана 10. новембра 1796. пребачен је у чувени Семјоновски пук. Те године (1796.) Ратков је одликован Орденом Свете Ане 2. степена, унапређен у чин пуковника и генерал-ађутанта за досадашње војне заслуге против непријатеља Царства.

## Војна каријера
После битке код Фридланда 1807. године, Ратков је унапређен у генерал-мајора (12. децембра 1807.) и одликован Орденом Светог Владимира 4. степена са луком за храброст изложеном ватром у великом сукобу између француских и руских снага. Такође, постављен је за шефа Казанског мускетарског пука који се налазио на Кавказу. 11. новембра 1809. узео је четири године одсуства из војске. 10. новембра 1813. прихватио је да служи војску и да остане у резервној војсци као генерал-мајор. Године 1814. био је са командантом дивизије 10. пешадијске дивизије у Наполеоновим ратовима током наредних неколико година све док Наполеонова Француска није поражена.
За команданта 3. бригаде 6. пешадијске дивизије постављен је 19. марта 1816. У августу 1822. постављен је за команданта 1. гарнизонског батаљона и бригадира за команданта лајб-гарде, али две године касније (27. јула 1824.) године, на лични захтев смењен из команде батаљона али је остао на дужности у бригади команда лајб-гарде. Августа 1826. године одликован је Орденом Свете Ане 1. степена „За одличну, вредну, дугогодишњу службу“. У новембру 1826. године одликован је Орденом Светог Георгија 4. степена.
Умро је 26. децембра 1829. године.

## Награде и одликовања
- Орден Светог Георгија,4. степена (26. новембар 1826.)
- Орден Свете Ане, 2. степена (9. новембар 1796.)
- Орден Светог Владимира, 4. степена са луком (12. децембар 1807.)
- Орден Свете Ане, 1. степена (22. август 1826.)

## Белешке
1. ↑  енгл.